# Stazione di Berlino Anhalt
La stazione di Berlino Anhalt (in tedesco Berlin Anhalter Bahnhof) era una stazione ferroviaria terminale di Berlino.
Si trovava nel quartiere di Kreuzberg.

## Storia

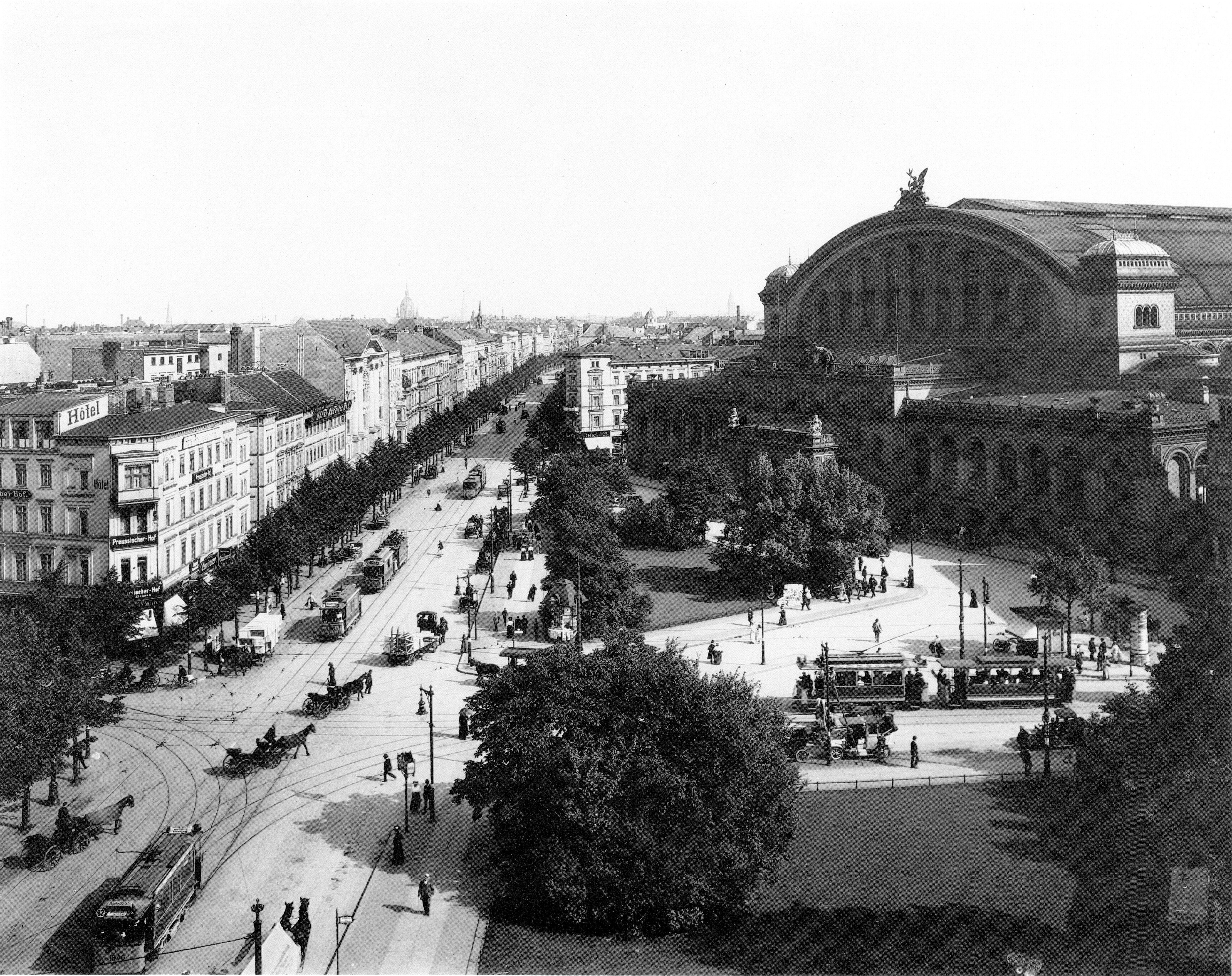
La stazione nel 1910

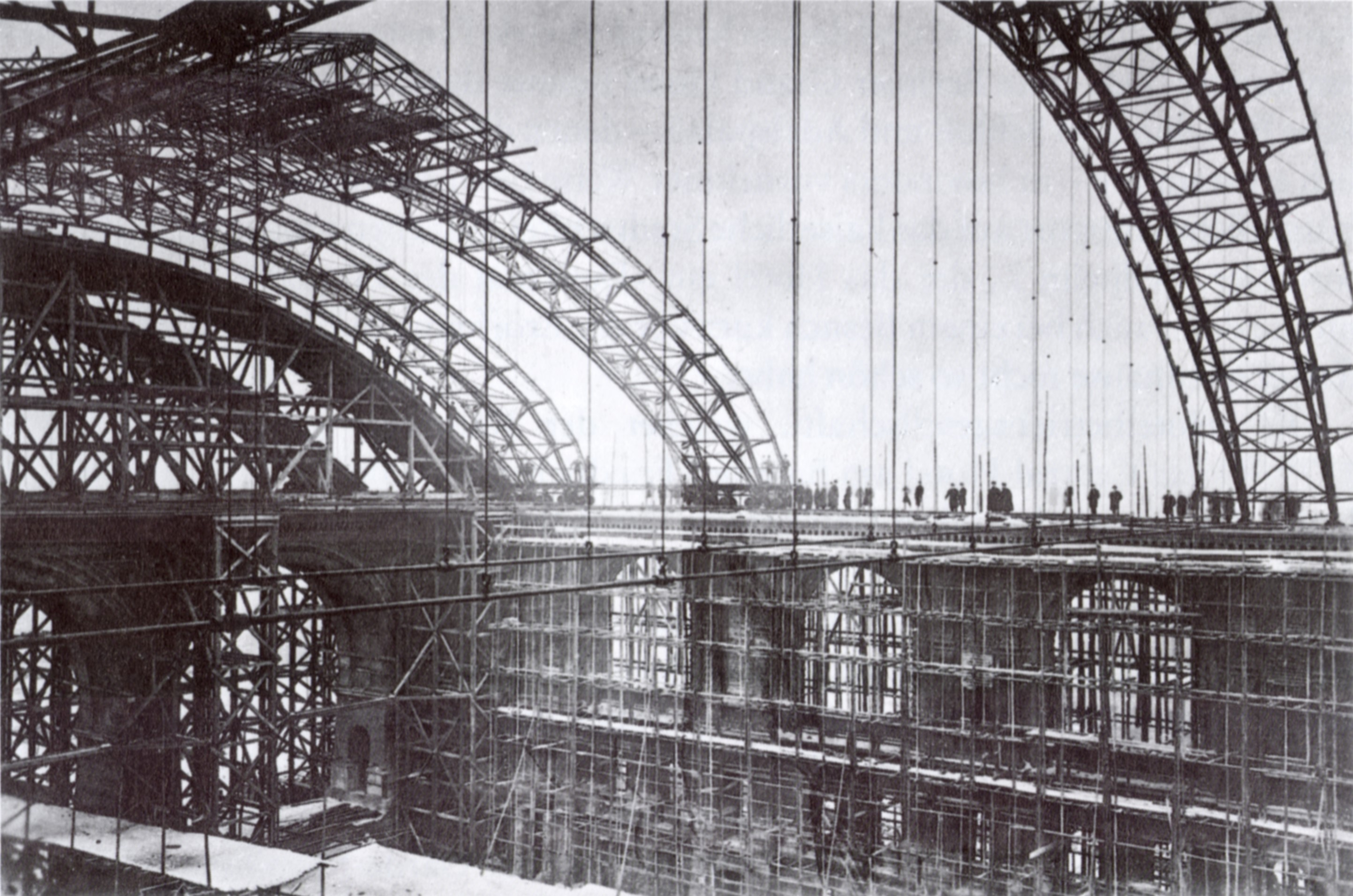
Lavori di ampliamento nel 1878

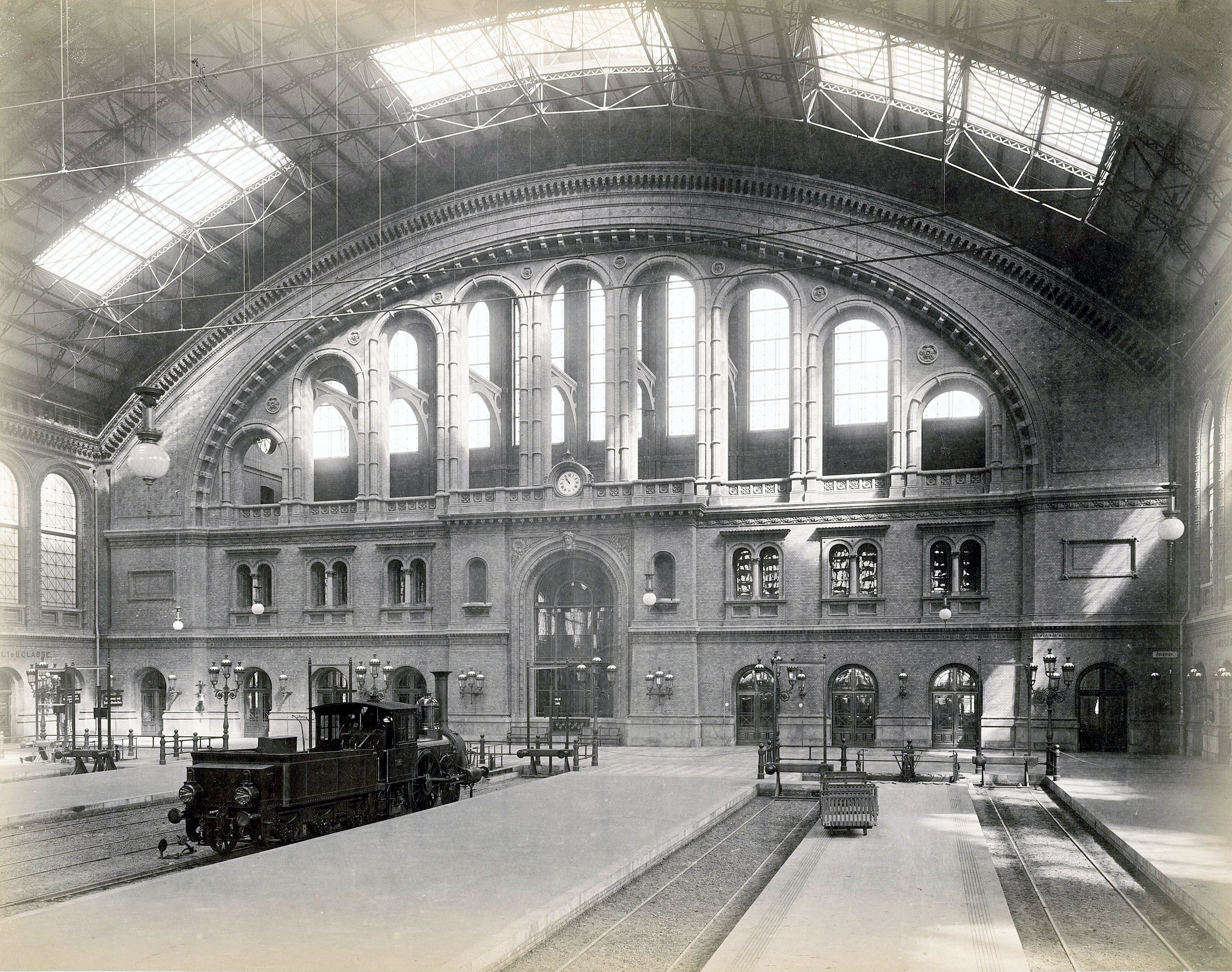
Interno della stazione nel 1881

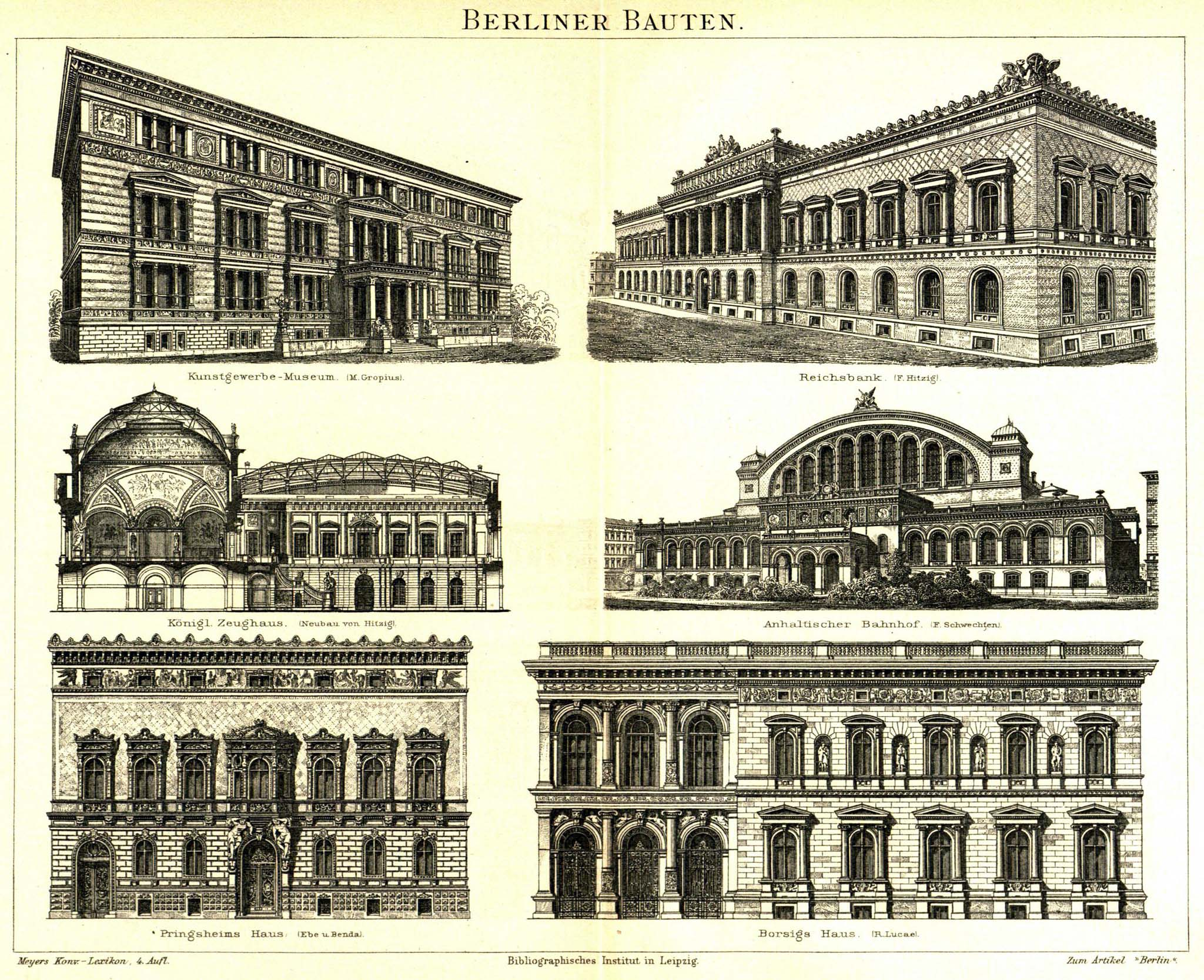
Disegni del 1888

### Inaugurazione e primi anni
La stazione fu l'originario capolinea di una tratta aperta il 15 aprile 1839, e fu inaugurata il 1º luglio 1841, collegandosi con la cittadina di Jüterbog. La stazione, progettata dagli architetti Rosenbaum e Holtzmann, nei primi decenni aveva collegamenti verso Lipsia, Francoforte e Monaco.

### La "Porta del Sud"
Nel 1866 l'edificio fu ampliato, passando da 14 a 18 ingressi, e nel 1872 Franz Heinrich Schwechten ne ridisegnò la struttura.
Il nuovo fabbricato viaggiatori venne attivato il 15 giugno 1880. Esso era caratterizzato dalla grande tettoria in ferro, con luce di 60,72 m, lunghezza di 167,79 m e alta fino a 34,25 m. All'epoca venne considerato il più grande terminal ferroviario d'Europa. La stazione fu dotata di una grande struttura e di un estesissimo parco binari, culminante nello scalo merci, l'Anhalter Güterbahnhof. Un anno prima un'altra stazione terminale, il Dresdner Bahnhof, era stata inaugurata. Visto l'ampliamento dell'Anhalter Bahnhof, le dimensioni ridotte di questo nuovo scalo, posto fra questi ed il Potsdamer Bahnhof, ebbe breve vita come stazione passeggeri, chiudendo nel 1882, dopo soli 7 anni. Nello stesso anno l'Anhalter Bahnhof, che già aveva incrementato corse dirette verso Dresda e Praga, diventava la "Porta del Sud", inaugurando corse dirette verso Vienna, ma soprattutto verso Roma, Napoli ed Atene.

Nel 1930 il traffico ferroviario era notevolmente aumentato, con corse di media ogni 3-5 minuti ed una media giornaliera di passeggeri pari a 44.000.
La stazione sotterranea della S-Bahn, sul tracciato del tunnel nord-sud, fu costruita dal 1935 al 1939 su progetto architettonico di Richard Brademann.

### Dalla seconda guerra mondiale al muro
La seconda guerra mondiale segnò le sorti della stazione, all'epoca al massimo della funzionalità, verso la definitiva chiusura. Nei grandi piani di Adolf Hitler di ridisegnare Berlino, rinominandola nella Capitale del Mondo "Germania", dovevano venir costruite 2 enormi stazioni centrali, sulla Ringbahn: il Nordbahnhof a Wedding e il Südbahnhof a Tempelhof; mentre l'Anhalter Bahnhof, conservando la tettoia, sarebbe stata trasformata in una grande piscina coperta.

Tali progetti non furono mai avviati, ma l'Anhalter Bahnhof subì i primi massicci bombardamenti nella notte del 23 novembre 1943, causando vasti danni infrastrutturali e riducendo il volume dei trasporti alle sole corse locali. Altri pesanti bombardamenti, avvenuti il 3 ed il 26 febbraio 1945, causarono la chiusura totale del traffico ferroviario ed ulteriori gravi danni alla stazione stessa.

Nella battaglia finale di Berlino (aprile-maggio 1945), il tunnel della S-Bahn, inaugurato solo 6 anni prima, fu fatto esplodere nei pressi del Landwehrkanal, e venne allagato. Solo dopo la fine delle ostilità, il 2 giugno 1946, riaprì un tratto frammentario del percorso ed il 16 novembre 1947 la stazione riprese l'intero servizio S-Bahn, con il completamento delle riparazioni avvenuto nel 1948.

Dopo questo breve periodo di esercizio, in cui funzionavano alcune corse regionali verso il Brandeburgo e la Sassonia-Anhalt, la stazione ferroviaria chiuse definitivamente il 17 maggio 1952. La causa della chiusura fu dovuta alla decisione dell'amministrazione ferroviaria, la Deutsche Reichsbahn (appartenente alla Repubblica Democratica Tedesca) di deviare il traffico ferroviario sulle stazioni site nel settore orientale della città (Ostbahnhof e Lichtenberg).

Rimase in esercizio la sola S-Bahn. Il traffico di questa fu anch'esso interrotto nel 1953, tra il 9 giugno ed il 17 luglio, durante i Moti operai, per poi riprendere. Il 29 agosto 1960 iniziò la demolizione del fabbricato viaggiatori, di cui venne mantenuto solo un frammento del portico. L'area dei binari, di proprietà della Deutsche Reichsbahn, rimase in stato di abbandono (è immortalata nel 1987 nel film Il cielo sopra Berlino di Wim Wenders) fino alla Riunificazione.

### La stazione oggi

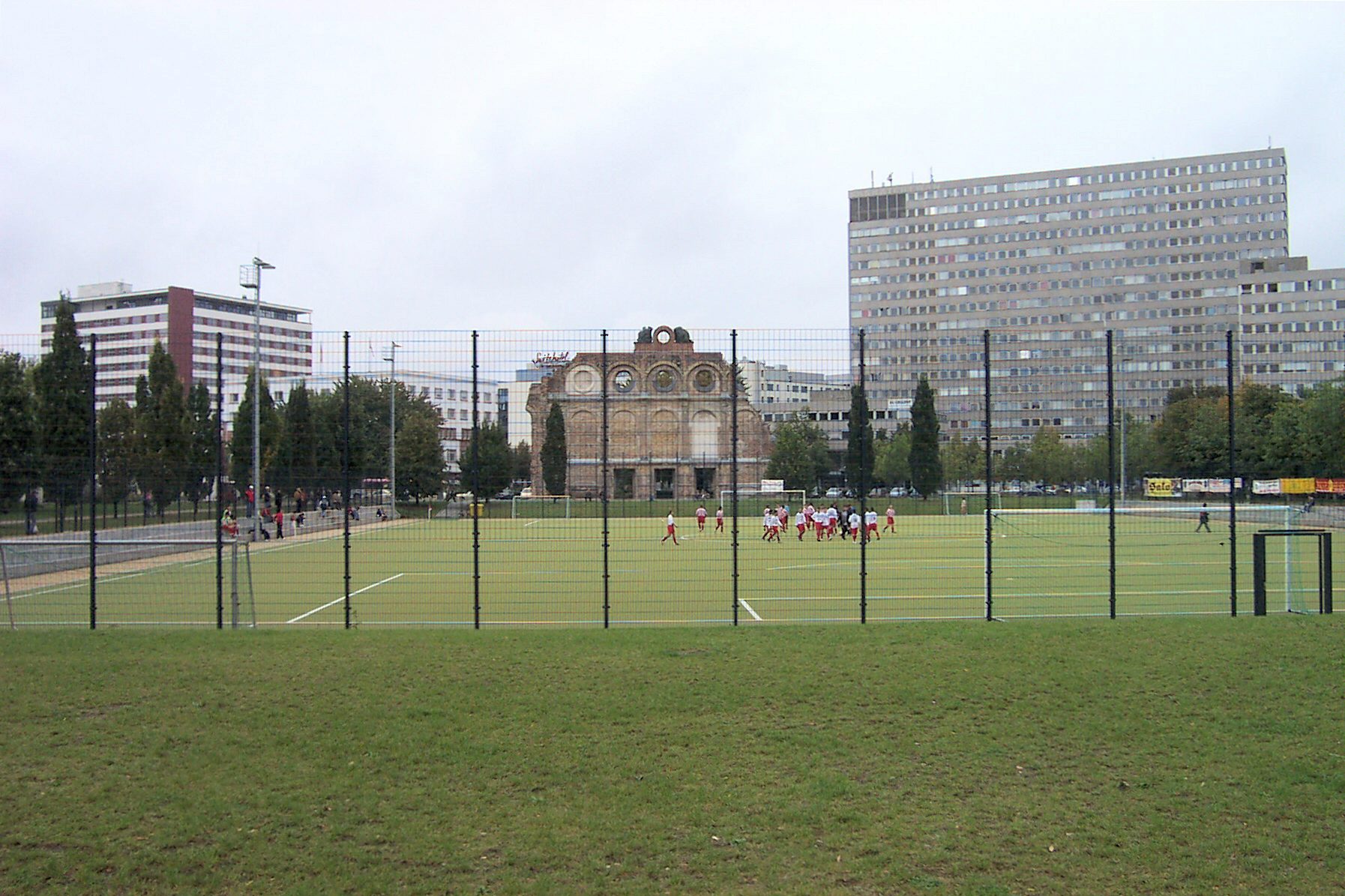
Un campo di calcetto sorge nell'area dove un tempo si attestavano i binari al servizio passeggeri

Ciò che rimaneva dell'edificio dell'Anhalter Bahnhof, la porzione centrale, venne definitivamente restaurato nel periodo 2003-2004, assurgendo a monumento, ed alcune copie delle statue "Tag und Nacht" (Il giorno e la notte, opera di Ludwig Brunow) riposizionate. Gli originali si trovano nel Deutsches Technikmuseum, grande struttura che occupa buona parte dell'esteso parco binari, ora in disuso. Altra struttura presente in loco è il moderno Tempodrom, una delle maggiori strutture concertistiche cittadine.

Il grosso dell'area della stazione è divenuto un'area verde, e solo a sud del Landwehrkanal si trova la gran parte dell'esteso parco binari. A sud del "Deutsches Technikmuseum" sopravvive il fabbricato dello scalo merci, l'Anhalter Güterbahnhof, ed una torre dell'acqua. A sud del Güterbahnhof le rotaie si perdono inglobate nella boscaglia di un panoramico parco collinare, per poi sbucare in 3 ponti a Yorckstraße (vicino alla fermata omonima di S- ed U-Bahn), ricongiungendosi alla ferrovia nazionale nel nuovo tunnel nord-sud, che porta all'Hauptbahnhof.

## Caratteristiche

### Struttura

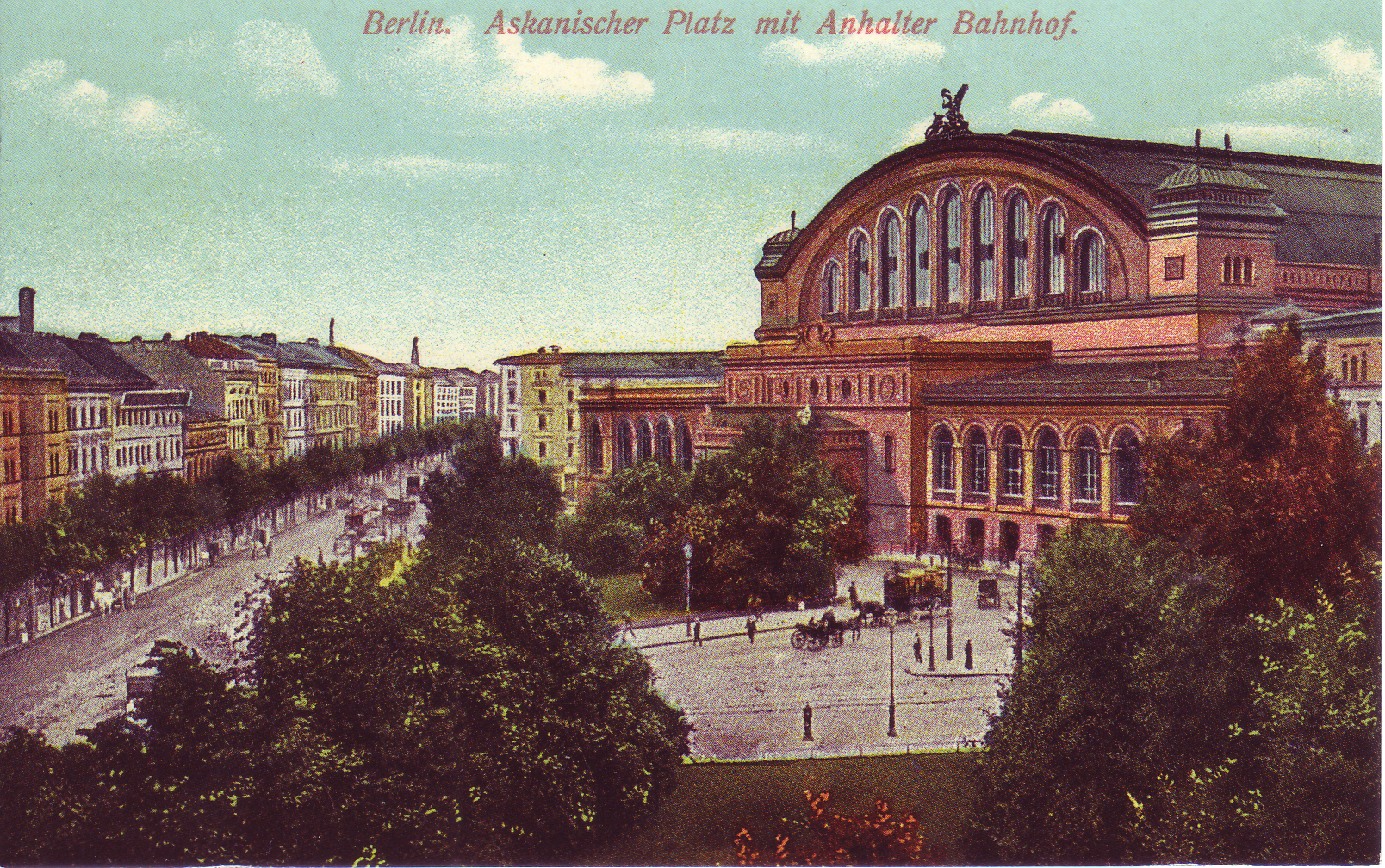
Cartolina del 1900

La grande struttura della vecchia stazione, che si affacciava sull'Askanischer Platz che ospitava l'attigua fermata del tram, comprendeva una facciata con 18 ingressi, ed un grande portone centrale. Su di esso erano poste varie statue e bassorilievi marmorei. Dopo gli ampliamenti la struttura fu sormontata da una grande arcata, con due torrette laterali ed una statua sulla sommità. I binari al servizio passeggeri erano 6, molto trafficati, e successivamente aumentavano nell'area merci.

L'attigua struttura dell'Anhalter Bahnhof (sulla S-Bahn) è una semplice fermata sotterranea con 2 binari di servizio passeggeri ed un ampio marciapiedi centrale, con 2 scale d'ingresso laterali ed una serie di colonne squadrate al centro della piattaforma.

## Movimento
La stazione è servita dalle linee S1, S2 e S25 della S-Bahn.

## Interscambi
La stazione è raggiungibile tramite alcune linee urbane di autobus.

## Galleria d'immagini

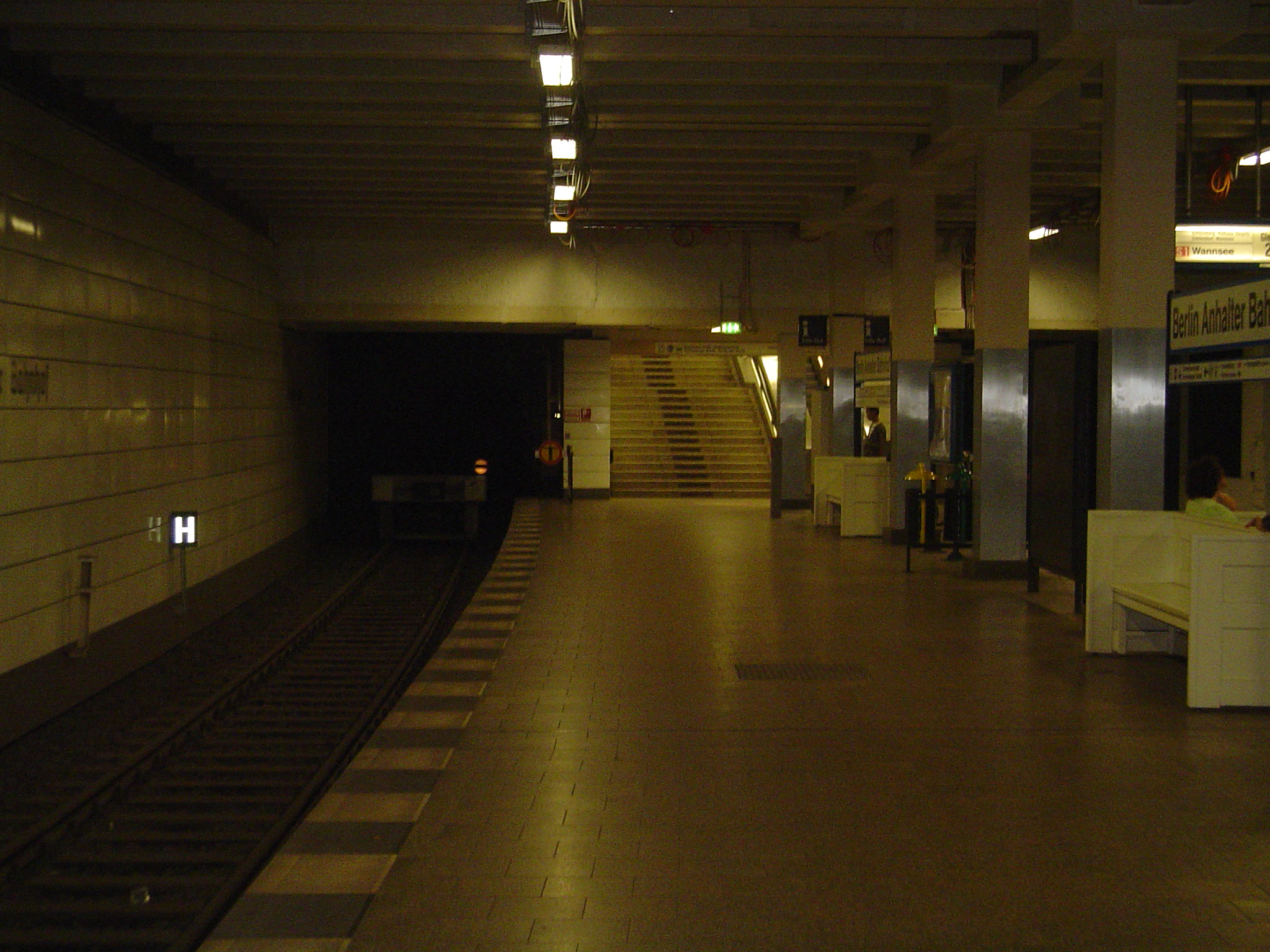
Fermata della S-Bahn
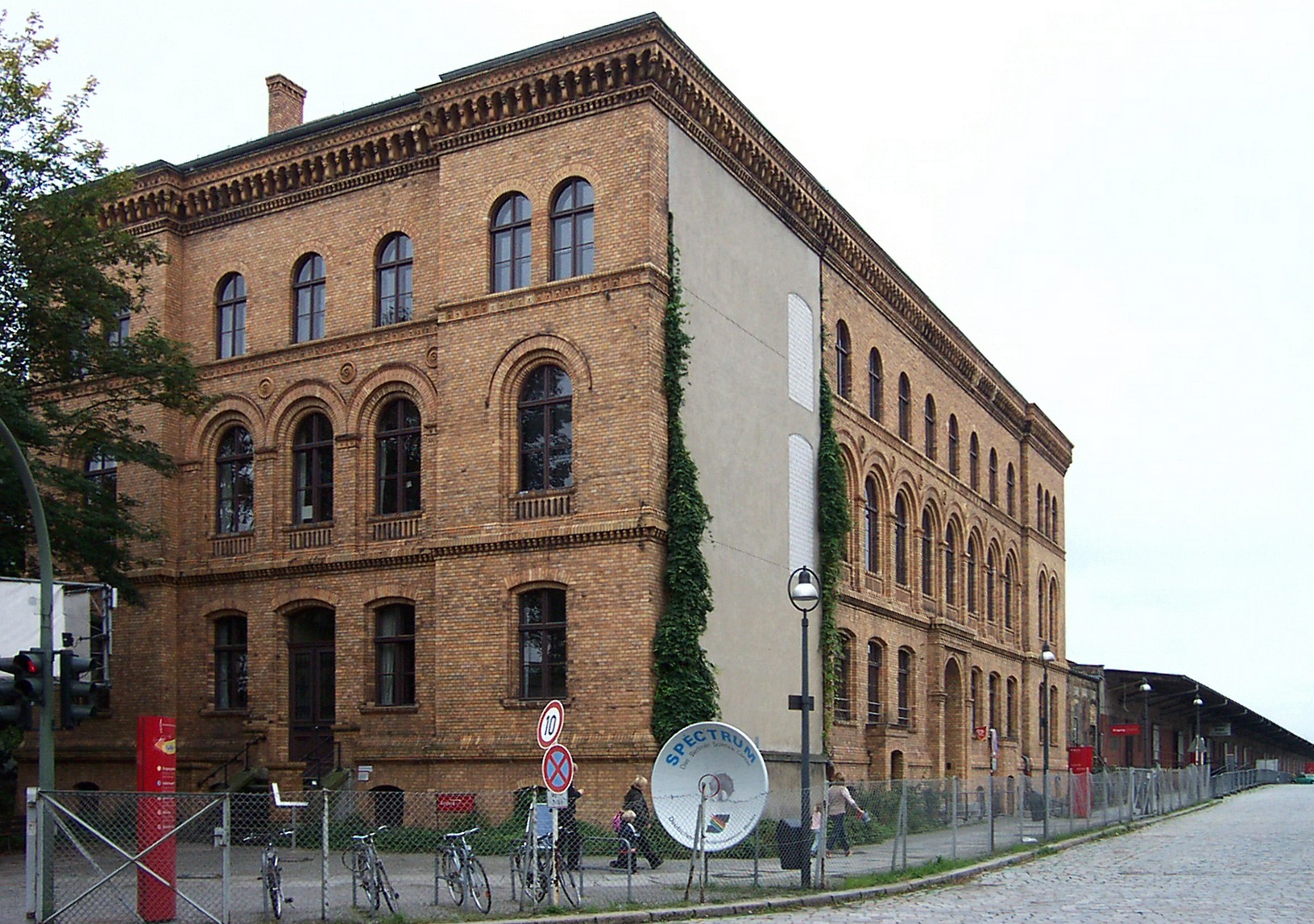
L'Anhalter Güterbahnhof
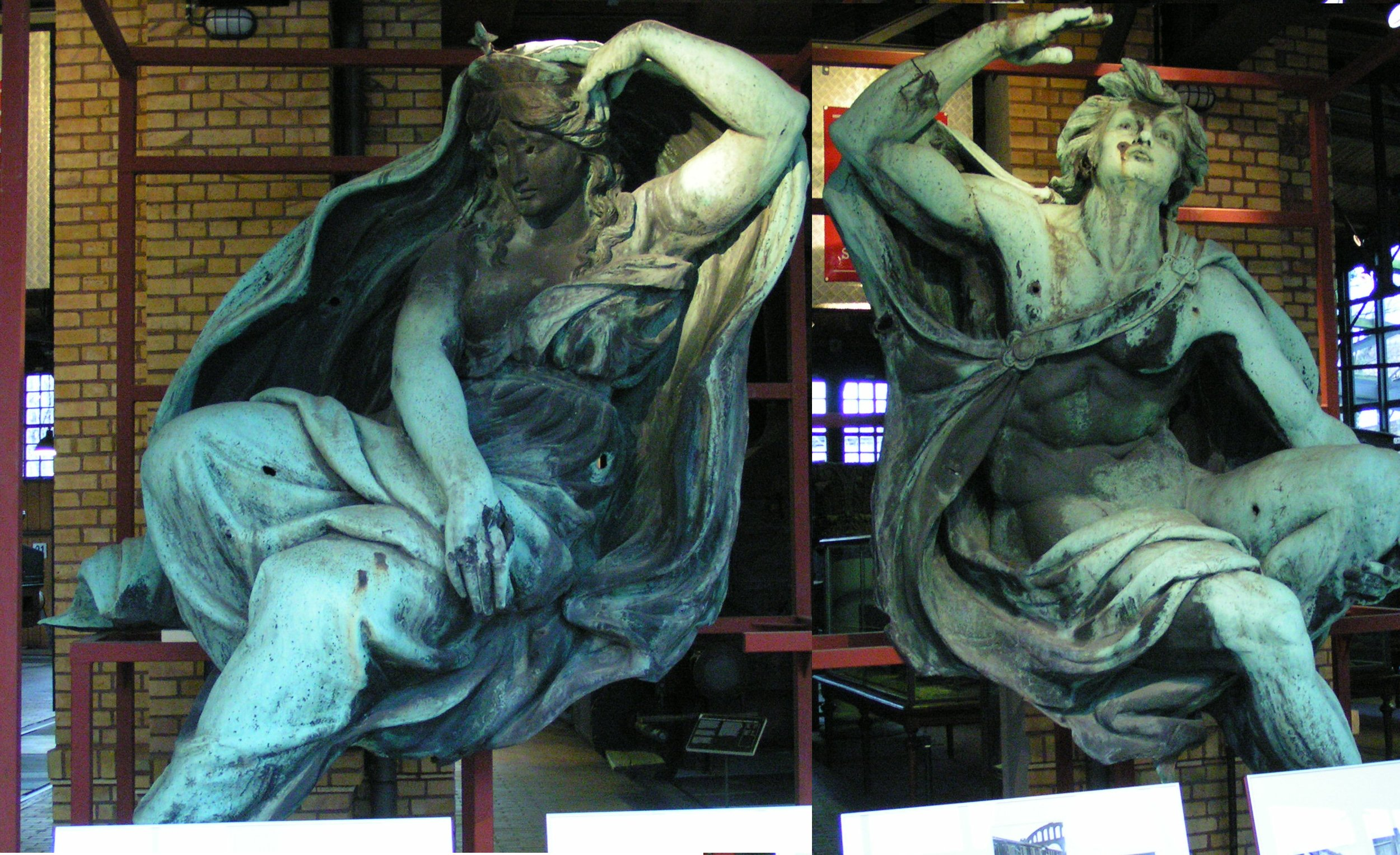
Le statue originali Tag und Nacht al DTMB
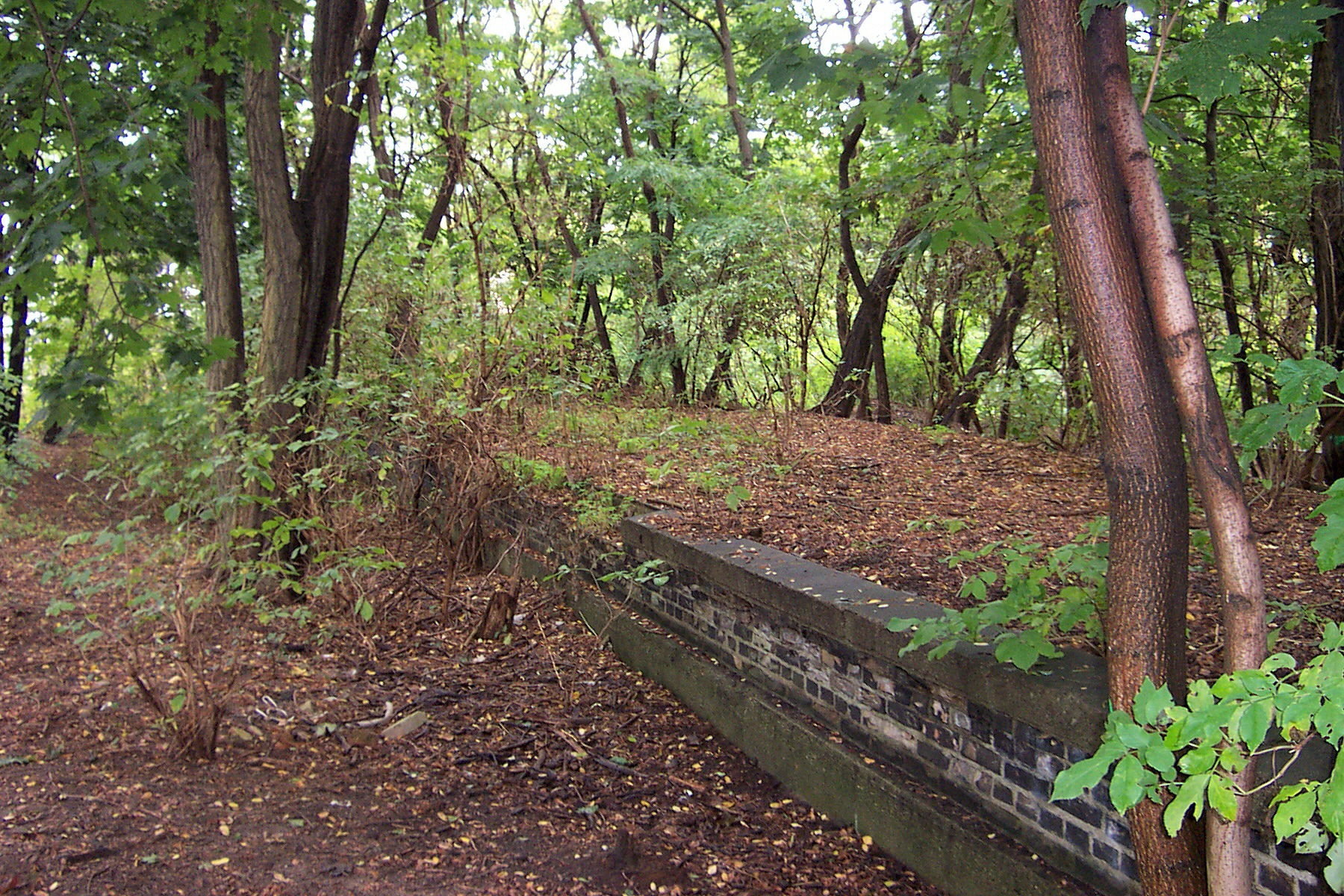
Resti dei marciapiedi
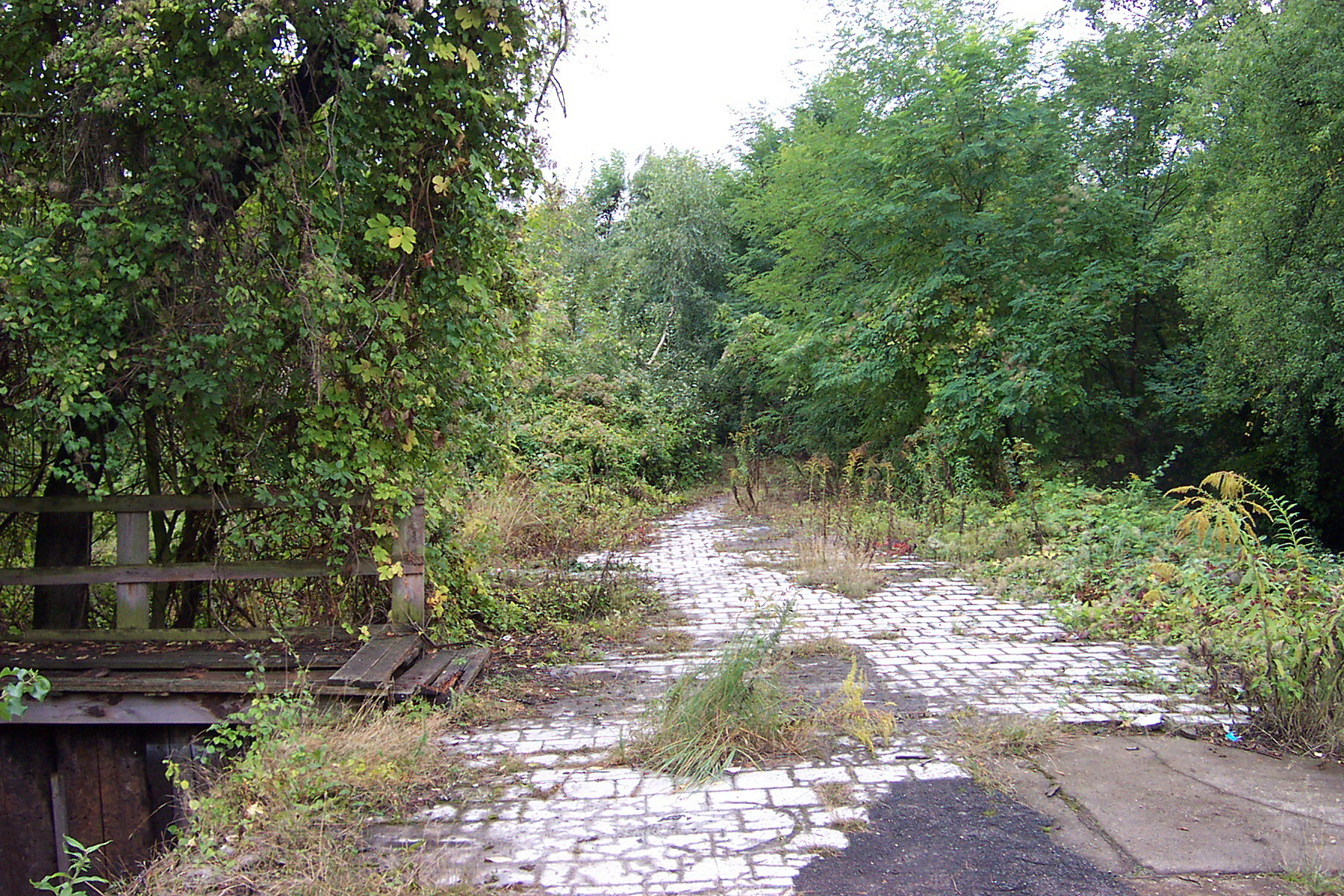
Marciapiedi del Güterbahnhof
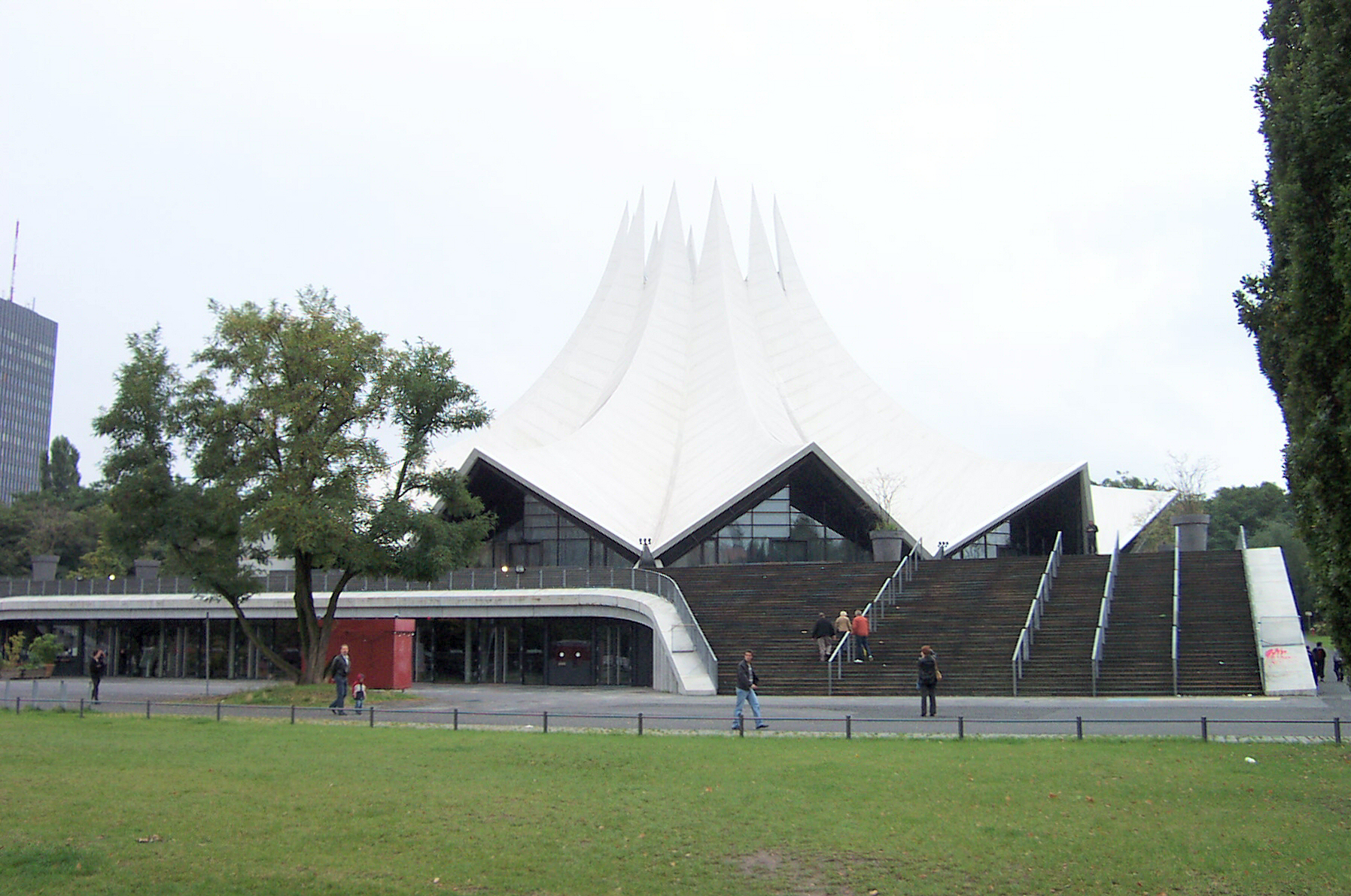
Il Tempodorm
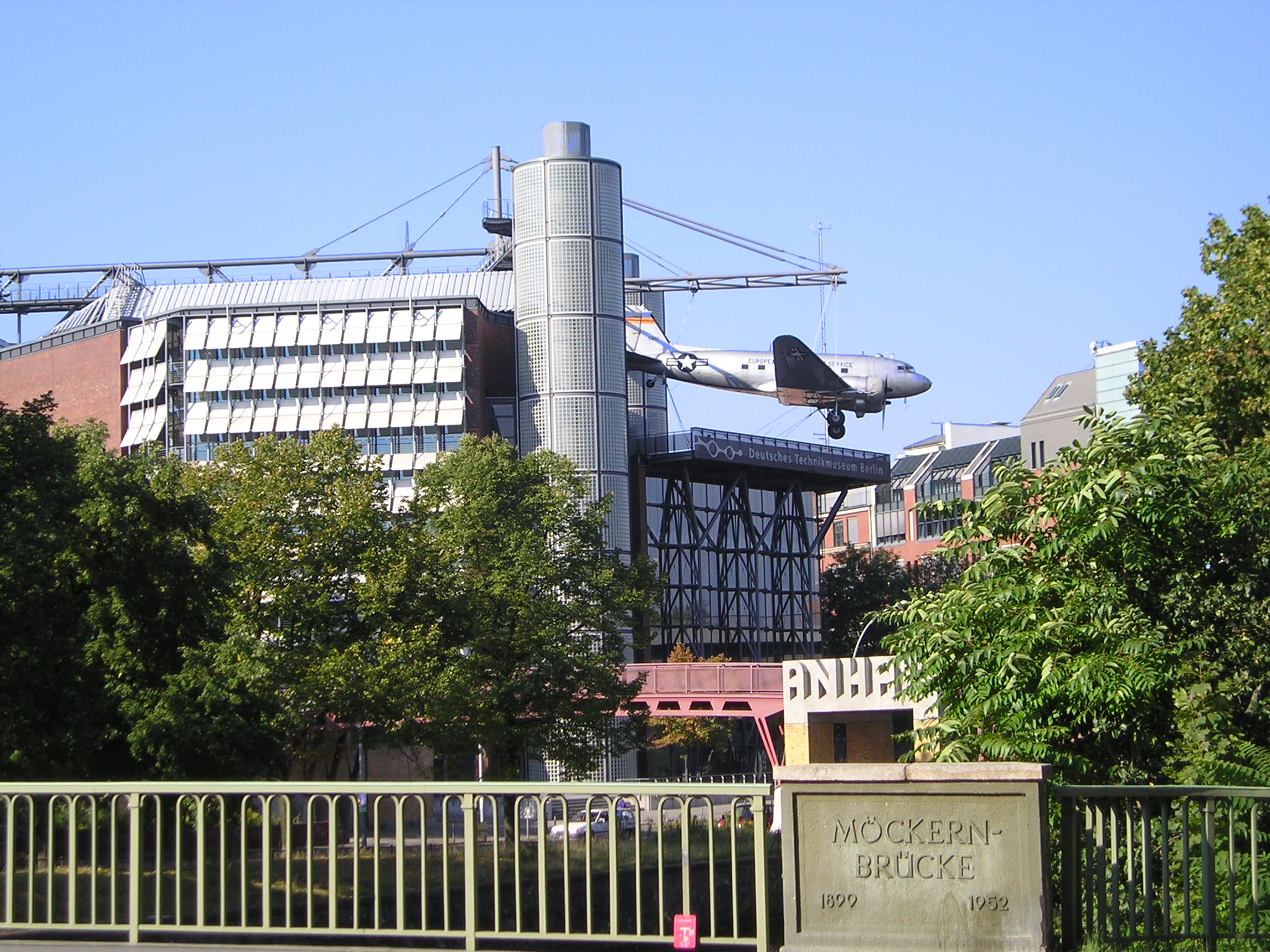
Il Deutsches Technikmuseum

## Note

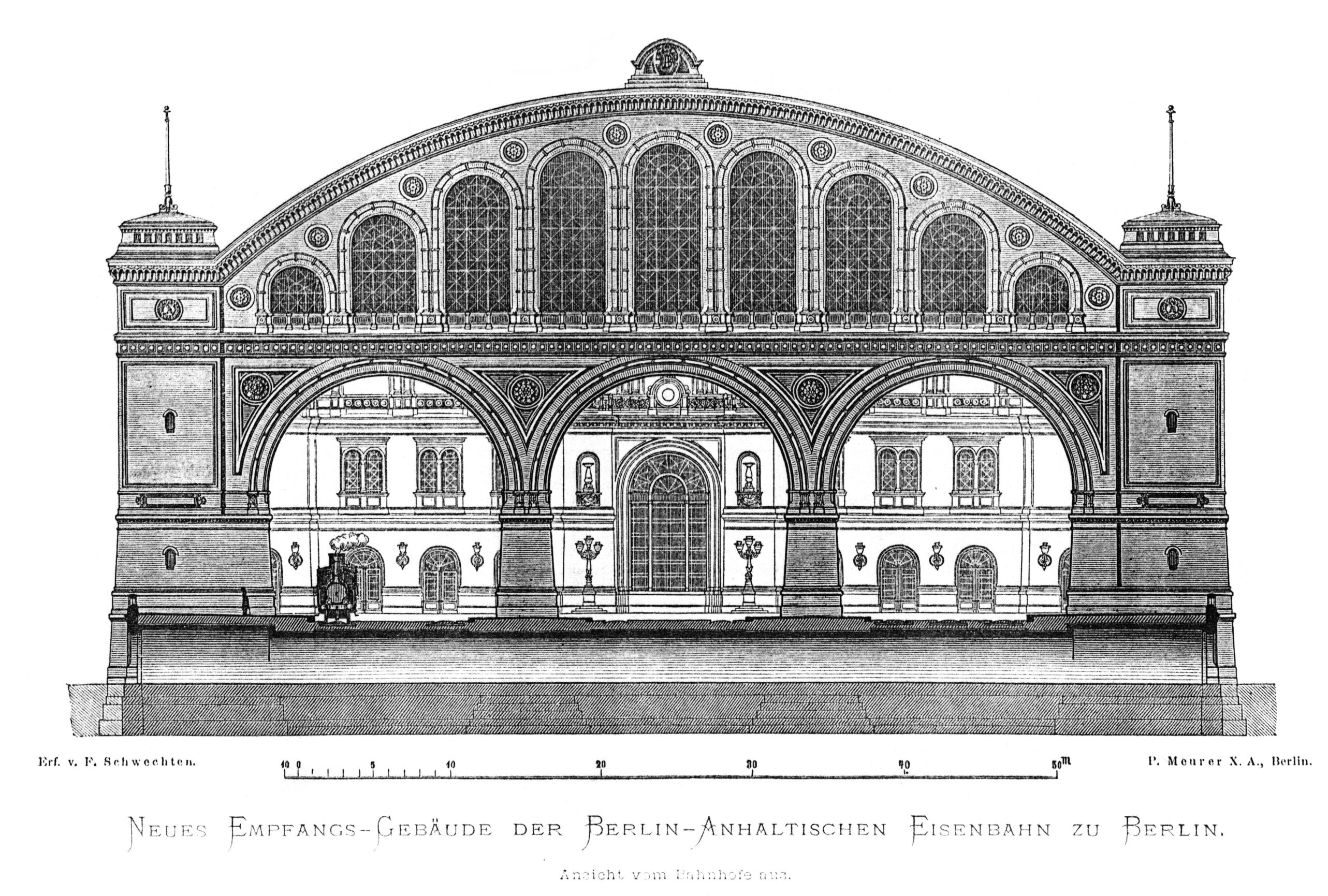
Schema del lato meridionale della facciata

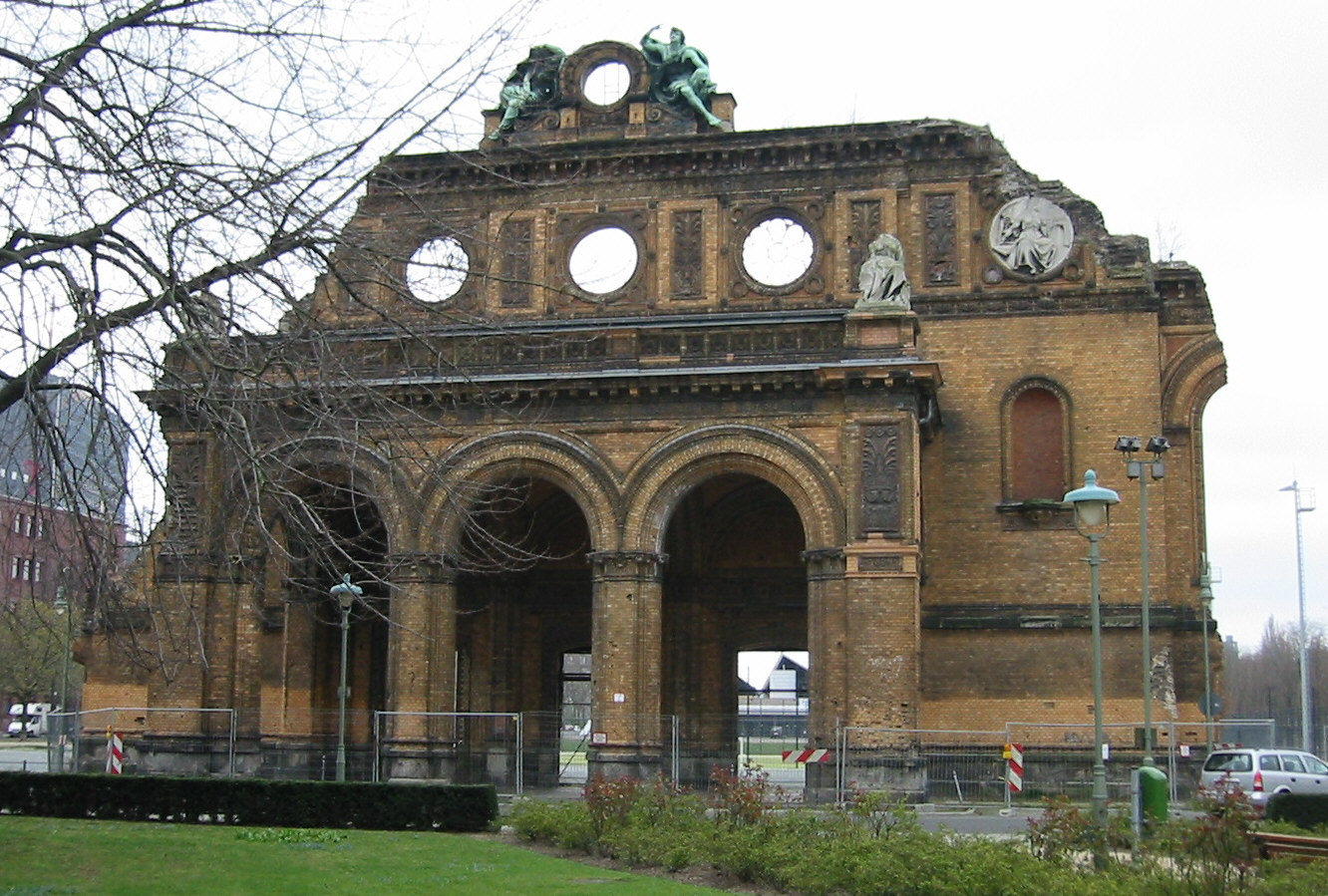
Altra veduta del portone centrale (2005)

### Esplicative
1. ↑  Grossomodo dove sorge la fermata della S-Bahn Westhafen
2. ↑  Grossomodo dove sorge la stazione di Berlin Südkreuz
3. ↑  Vedasi foto in alto

### Bibliografiche
1. ↑  Gottwaldt (1986), p. 14.
2. ↑  Gottwaldt (1986), p. 33.
3. ↑  Gottwaldt (1986), p. 34.
4. ↑  (DE) Susanne Dost, Richard Brademann (1884–1965). Architekt der Berliner S-Bahn, Berlino, Verlag Bernd Neddermeyer, 2002,  p. 182, ISBN 3-933254-36-1.
5. ↑  (DE) Mappa delle reti della metropolitana e della S-Bahn di Berlino (PDF), su images.vbb.de (archiviato dall'url originale il 29 giugno 2017).

### Fonti
- (DE) Alfred B. Gottwaldt, Der Anhalter Bahnhof und seine Lokomotiven, Düsseldorf, Alba, 1986, ISBN 3-87094-215-0.
- (DE)  Jürgen Meyer-Kronthaler, Wolfgang Kramer: Berlins S-Bahnhöfe: Ein dreiviertel Jahrhundert, Berlino-Brandeburgo, 1999 - ISBN 3-930863-60-X